# Autobahnkreuz Werl
Das Autobahnkreuz Werl (Abkürzung: AK Werl; Kurzform: Kreuz Werl) ist ein Autobahnkreuz in Nordrhein-Westfalen. Es verbindet die Bundesautobahn 44 (Aachen – Kassel; E 331) mit der Bundesautobahn 445.

## Geografie
Das Autobahnkreuz liegt auf dem Stadtgebiet von Werl im Kreis Soest. Umliegende Gemeinden sind Wickede (Ruhr) und Ense. Nächstgelegene Stadtteile sind Werl-Mitte, Büderich und Blumenthal. Es befindet sich etwa 30 km östlich von Dortmund, etwa 60 km westlich von Paderborn und etwa 15 km südlich von Hamm.
Das Autobahnkreuz Werl trägt auf der A 44 die Anschlussstellennummer 54, auf der A 445 die Nummer 60.

## Bauform und Ausbauzustand
Beide Autobahnen sind vierstreifig ausgebaut. Alle Verbindungsrampen sind einspurig ausgeführt.
Das Autobahnkreuz wurde als Kleeblatt angelegt.

## Verkehrsaufkommen
Das Kreuz wird täglich von rund 95.000 Fahrzeugen befahren.
| Von                     | Nach                      | Durchschnittliche tägliche Verkehrsstärke | Anteil Schwerlastverkehr |
| ----------------------- | ------------------------- | ----------------------------------------- | ------------------------ |
| AS Unna-Ost (A 44)      | AK Werl                   | 75.600                                    | 17,6 %                   |
| AK Werl                 | AS Werl-Süd (A 44)        | 53.300                                    | 19,7 %                   |
| AS Werl-Zentrum (A 445) | AK Werl                   | 27.900                                    | 12,3 %                   |
| AK Werl                 | AS Wickede (Ruhr) (A 445) | 34.000                                    | 11,3 %                   |